# Rano
Rano é uma cidade e área de governo local da Nigéria situada no estado de Cano. Compreende um área de 520 quilômetros quadrados e segundo censo de 2006 havia 145 439 habitantes.